# Nowy Borek (Kołobrzeg)
Nowy Borek (deutsch Neubork) ist ein Dorf in der Woiwodschaft Westpommern in Polen. Es liegt in der Gmina Kołobrzeg (Landgemeinde Kolberg) im Powiat Kołobrzeski (Kolberger Kreis).

## Geographische Lage
Das Dorf liegt in Hinterpommern, etwa 100 km nordöstlich von Stettin und etwa 8 km südwestlich von Kolberg.
Der nächsten Nachbarorte sind im Nordosten Stary Borek (Altbork), im Südwesten Nowogardek (Naugard) und im Westen Głowaczewo (Papenhagen).

## Geschichte
Das Dorf wurde im Jahre 1775 auf Anweisung König Friedrichs des Großen gegründet: Der Besitzer des Freischulzenhofes im Kolberger Stadteigentumsdorf (Alt) Bork war gestorben, ohne Leibeserben zu hinterlassen. Der König befahl der Kolberger Kämmerei, den Freischulzenhof nicht neu zu vergeben, sondern das Land des Freischulzenhofes zu nutzen, um eine neue Siedlung für Wollspinner anzulegen. Die 1775 als Straßendorf angelegte Siedlung bestand aus 24 Hofstellen.
Die Gründung erfolgte parallel zur Gründung von Neu Werder, das der König etwa 4 Kilometer nordöstlich ebenfalls in den 1770er Jahren als Handwerkerort für Wollspinner anlegen ließ; dort musste das Kolberger Domkapitel auf Befehl des Königs tätig werden.
Die Siedlung wurde zunächst als „Borksche Spinnkaten“ bezeichnet. Bald kam die Ortsbezeichnung „Neu Borck“ auf, auch „Neu Bork“ geschrieben. Das bisherige Dorf Bork wurde dann zur Unterscheidung „Alt Borck“ oder „Alt Bork“ bezeichnet. In Ludwig Wilhelm Brüggemanns Ausführlicher Beschreibung des gegenwärtigen Zustandes des Königlich Preußischen Herzogtums Vor- und Hinterpommern (1784) ist „Neu-Bork“ unter den Kolberger Stadteigentumsdörfern aufgeführt: Es war „eine neuerlich bei dem Dorfe Alt-Bork angelegte Colonie, welche aus 24 Wollspinnerfamilien, wovon eine jede, nach den geendigten Freyjahren, 4 Rthlr. an Grundgelde, an die Colbergsche Cämmerey zu zahlen schuldig ist, und 25 Feuerstellen besteht, und zu der heiligen Geistkirche in Colberg eingepfarret ist“.
Die Siedlung gedieh nur mäßig. Die Siedler gaben allmählich die Wollspinnerei zugunsten der Landwirtschaft auf, doch hatten die Hofstellen bei der Gründung nur kleine Parzellen erhalten.
Mit der Separation wurden im 19. Jahrhundert die Bindungen zur Stadt Kolberg gelöst. Neu Bork wurde eine eigenständige Landgemeinde. Zum 14. Juli 1936 wurde die Schreibweise „Neubork“ amtlich festgestellt, ebenso wie gleichzeitig für den Nachbarort die Schreibweise „Altbork“. Bis 1945 gehörte die Landgemeinde Neubork zum Landkreis Kolberg-Körlin in der preußischen Provinz Pommern. Zur Gemeinde gehörten keine weiteren Wohnplätze. Die Gemeinde war mit einem Gemeindegebiet von 151 Hektar die flächenmäßig zweitkleinste Gemeinde im Landkreis Kolberg-Körlin.
1945 kam Neubork, wie ganz Hinterpommern, an Polen. Die Bevölkerung wurde vertrieben und durch Polen ersetzt. Der Ortsname wurde zu „Nowy Borek“ polonisiert. Heute gehört der Ort zur Gmina Kołobrzeg (Landgemeinde Kolberg).

## Entwicklung der Einwohnerzahlen
- 1816: 114[3]
- 1864: 135[3]
- 1871: 144[3]
- 1905: 144[3]
- 1919: 133[3]
- 1933: 133[3]
- 1939: 148[3]